# Navia barbellata
Navia barbellata är en gräsväxtart som beskrevs av Lyman Bradford Smith. Navia barbellata ingår i släktet Navia och familjen Bromeliaceae.
Artens utbredningsområde är Guyana. Inga underarter finns listade i Catalogue of Life.